# جون جي وود
جون جي الخشب (بالإنجليزية: John J. Wood)‏ (و. 1784 – 1874 م) هو سياسي، وقاض من الولايات المتحدة الأمريكية .